# Madison Irwin
Madison Irwin (Toronto, 18 luglio 1991) è un'ex sciatrice alpina canadese.

## Biografia
Madison Irwin ha fatto il suo esordio in gare valide ai fini del punteggio FIS il 16 dicembre 2006, in uno slalom speciale a Val Saint-Côme non riuscendo a concludere la prima manche. Un anno dopo ha debuttato in Nor-Am Cup partecipando allo slalom gigante di Keystone, non riuscendo a qualificarsi per la seconda manche. Ha esordito in Coppa del Mondo il 28 novembre 2010 in slalom speciale ad Aspen, senza concludere la gara.
Il 16 marzo 2011 ha conquistato il primo podio in Nor-Am Cup, arrivando 2ª nello slalom speciale di Whistler, e il 4 febbraio 2012 a Vail la prima vittoria, in slalom speciale. Nel 2014 ha disputato la sua ultima gara di Coppa del Mondo, lo slalom speciale di Flachau del 14 gennaio che non ha completato, e al termine della stagione si è aggiudicata la Nor-Am Cup 2014, dopo aver ottenuto tra l'altro in supercombinata la sua ultima vittoria, il 15 febbraio a Mont-Sainte-Anne, e il suo ultimo podio, il 14 marzo a Nakiska (2ª), nel circuito.
Si è ritirata durante la stagione 2017-2018 e la sua ultima gara in carriera è stata uno slalom gigante universitario disputato il 24 febbraio a Middlebury, non completato dalla Irwin; non ha preso parte né a rassegne olimpiche né iridate.

## Palmarès

### Nor-Am Cup
- Vincitrice della Nor-Am Cup nel 2014
- Vincitrice della classifica di combinata nel 2014
- 13 podi:
  - 3 vittorie
  - 5 secondi posti
  - 5 terzi posti

#### Nor-Am Cup - vittorie
| Data             | Località         | Paese       | Specialità |
| ---------------- | ---------------- | ----------- | ---------- |
| 4 febbraio 2012  | Vail             | Stati Uniti | SL         |
| 13 febbraio 2014 | Mont-Sainte-Anne | Canada      | SG         |
| 15 febbraio 2014 | Mont-Sainte-Anne | Canada      | SC         |

Legenda:

SG = supergigante

SL = slalom speciale

SC = supercombinata

### Australia New Zealand Cup
- Miglior piazzamento in classifica generale: 25ª nel 2011
- 1 podio
  - 1 terzo posto

### Campionati canadesi
- 3 medaglie[1]:
  - 1 oro (supergigante nel 2014)
  - 1 argento (supercombinata nel 2011)
  - 1 bronzo (slalom speciale nel 2012)